# 공과대학교

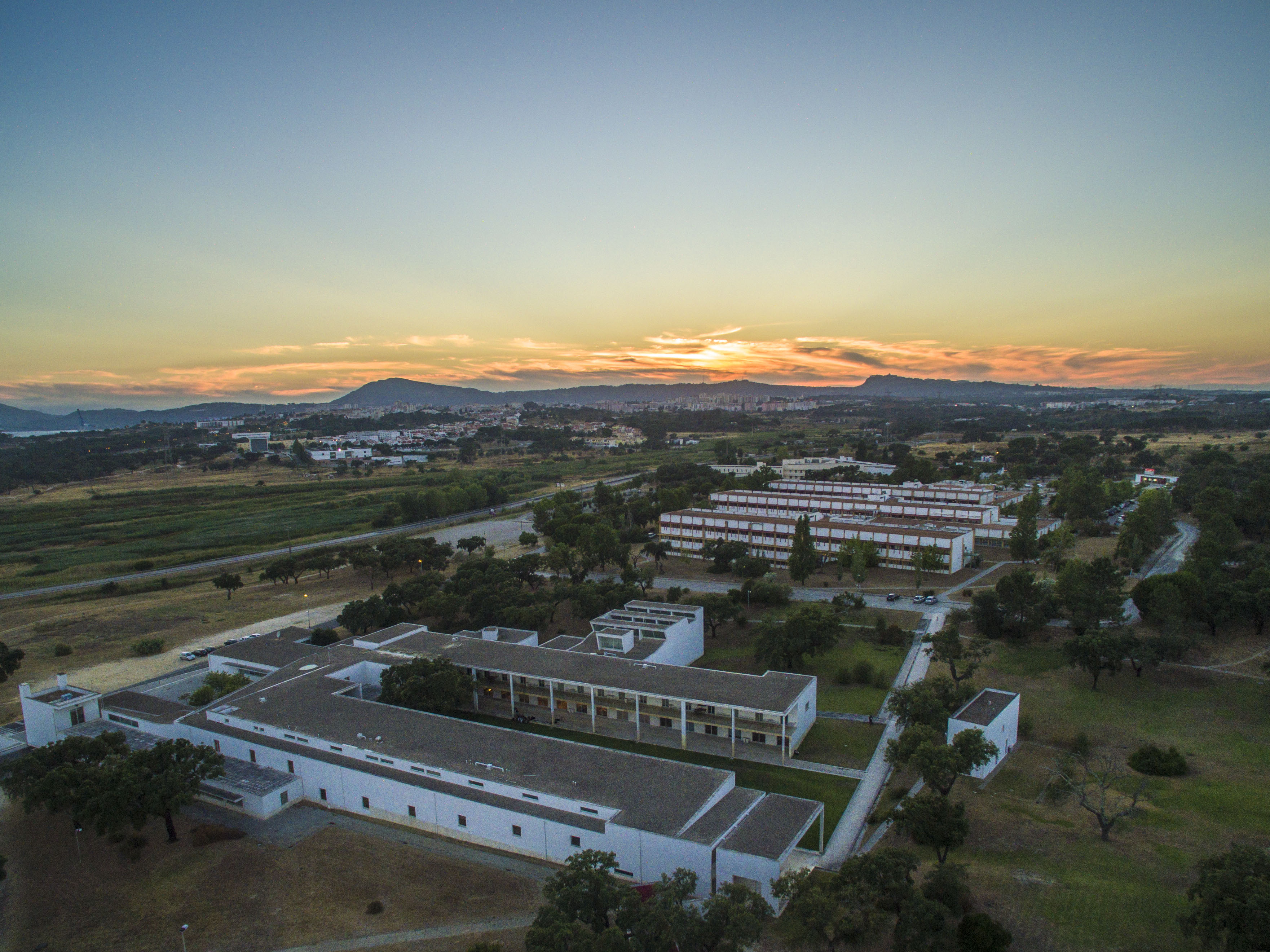

공과대학교(工科大學校) 또는 이공대학교는 이공계 연구중심대학을 의미한다. 교명으로 공과대학교, 공업대학, Institute of Technology, University of Technology, Polytechnic University, Technikon, Technical university, Technische Universität 등을 사용하는 경우도 있다.

## 그리스
- 아테네 국립 공과대학교 (Εθνικό Μετσόβιο Πολυτεχνείο)[1]

- 크레테 공과대학교 (Πολυτεχνείο Κρήτης)[2]

## 네덜란드
- 델프트 공과대학교 (Technische Universiteit Delft, TU Delft)

## 대한민국
- 금오공과대학교(金烏工科大學校, Kumoh National Institute of Technology)
- 포항공과대학교(浦項工科大學校, Pohang University of Science and Technology)

## 독일

### TU9 독일 공과대학교 연합
TU9 (TU9 German Institutes of Technology e. V)는 독일의 9개의 공과대학교의 연합이다. TU9는 2003년에 독일 공과대학교의 비공식 협회로서 창설되었다가 2006년 1월 26일 브라운슈바이크 공과대학교에서 공식적으로 출범하였다. 초대 의장(2006년~2009년)은 호르스트 히플러(Horst Hippler) 카를스루에 공과대학교 총장이고, 2대 의장(2010년~2013년)은 에른스트 M. 슈마흐텐베르크(Ernst M. Schmachtenberg) 아헨 공과대학교 총장이고, 현재 의장(2014년~)은 한스 위르겐 프로멜(Hans Jürgen Prömel) 다름슈타트 공과대학교 총장이다.
- 고트프리트 빌헬름 라이프니츠 하노버 대학교 (Gottfried Wilhelm Leibniz Universität Hannover)
- 브라운슈바이크 공과대학교 (Technische Universität Carolo-Wilhelmina zu Braunschweig)
- 다름슈타트 공과대학교 (Technische Universität Darmstadt, TU Darmstadt)
- 드레스덴 공과대학교 (Technische Universität Dresden, TU Dresden)
- 뮌헨 공과대학교 (Technische Universität München, TU München)
- 베를린 공과대학교 (Technische Universität Berlin, TU Berlin)
- 슈투트가르트 대학교 (Universität Stuttgart)
- 아헨 공과대학교 (Rheinisch-Westfälische Technische Hochschule Aachen, RWTH Aachen)
- 카를스루에 공과대학교 (Karlsruher Institut für Technologie, KIT)

## 미국

### 국공립
- 공군 기술대학원
- 뉴멕시코 광산공과대학교
- 뉴욕주립대 폴리테크닉 (SUNY Poly)
- 뉴저지 공과대학교 (NJIT)
- 루이지애나 공과대학교
- 몬타나 공과대학교
- 미시건 공과대학교
- 미주리 과학기술대학교
- 버지니아 공과대학교 (VaTech)
- 아이오와 주립 대학교
- 사우스다코타 광업및기술대학교
- 서던 폴리테크닉 주립대학교
- 아칸소 공과대학교
- 애리조나 주립 폴리테크닉 대학교
- 오레곤 공과대학교
- 오클라호마 주립 공과대학교
- 웨스트버지니아 공과대학교
- 위스콘신 대학교 스타우트
- 조지아 공과대학교 (GIT)
- 캔자스 주립 대학교 폴리테크닉 캠퍼스 샐리나
- 캘리포니아 주립 폴리테크닉 대학교 (Cal Poly - 포모나, 샌 루이스 오비스포)
- 콜로라도 광업 대학교
- 플로리다 폴리테크닉 대학교
- 테네시 공과대학교
- 텍사스 공과대학교

### 사립
- 노스웨스턴 폴리테크닉 대학교
- 뉴욕 공과대학교 (NYIT)
- 뉴잉글랜드 공과대학교
- 렌셀러 폴리테크닉 대학교 (RPI)
- 로즈 헐먼 공과대학교
- 로렌스 공과대학교
- 로체스터 공과대학교 (RIT)
- 매사추세츠 공과대학교 (MIT)
- 스티븐스 공과대학교
- 우스터 공과대학교 (WPI)
- 웬트워스 공과대학교
- 인디애나 공과대학교
- 일리노이 공과대학교 (IIT)
- 캘리포니아 공과대학교 (CalTech)
- 플로리다 공과대학교
- 해리스버그 과학기술대학교

## 스위스
- 로잔 연방 공과대학교 (École polytechnique fédérale de Lausanne, EPF Lausanne)
- 취리히 연방 공과대학교 (Eidgenössische Technische Hochschule Zürich, ETH Zürich)

## 스웨덴
- 왕립 공과대학교(Kungliga Tekniska Högskolan, KTH)
- 찰머스 공과대학교(Chalmers Tekniska Högskola, CTH)

## 이스라엘
- 테크니온 이스라엘 공과대학교 (הטכניון - מכון טכנולוגי לישראל)

## 이탈리아
- 밀라노 공과대학교 (Politecnico di Milano, PoliMi)[7] 1863년 설립
- 토리노 공과대학교 (Politecnico di Torino)[8] 1859년 설립
- 마르케 공과대학교

## 튀르키예
- 이스탄불 공과대학교(İstanbul Teknik Üniversitesi, İTÜ)

## 핀란드
- 헬싱키 공과대학교(Teknillinen korkeakoulu)
- 헬싱키 정보공과대학교 : 헬싱키 정보공과대학교(Tietotekniikan tutkimuslaitos HIIT)는 핀란드 헬싱키의 두 연구중심대학인 헬싱키 대학교와 알토 대학교의 공동 연구소이다.
  - 헬싱키 대학교(Helsingin yliopisto)
  - 알토 대학교(Aalto-yliopisto)

## 프랑스
- 국립고등교량도로학교(École nationale des ponts et chaussées, École des Ponts ParisTech) 1747년설립
- 파리테크 국립고등기술공예학교(École nationale supérieure d'arts et métiers, Arts et Métiers ParisTech) 1780년설립
- 파리 국립광업학교(École nationale supérieure des mines de Paris, MINES ParisTech) 1783년 설립
- 에콜 폴리테크닉(École polytechnique) 1794년 설립
- 에콜 센트랄 파리(École centrale des arts et manufactures de Paris) 1829년 설립
- 에콜 센트랄 릴(École des arts industriels et des mines de Lille) 1854년 설립
- 에콜 센트랄 리옹( École centrale Lyonnaise pour l'industrie et le commerce) 1857년 설립
- 국립고등정보통신학교(École nationale supérieure des télécommunications, Télécom Paris, Télécom ParisTech) 1878년 설립
- 고등상업학교(École des hautes études commerciales de Paris, HEC Paris) 1881년 설립
- 고등물리화학산업학교(École supérieure de physique et de chimie industrielles de la ville de Paris, ESPCI ParisTech) 1882년 설립
- 에콜 센트랄 마르세유(École centrale de Marseille) 1890년 설립
- 수펠레크(École Supérieure d'Electricité) 1894년 설립
- 국립고등화학학교(École nationale supérieure de chimie de Paris, Chimie ParisTech) 1896년 설립
- 에콜 센트랄 낭트(École centrale de Nantes) 1919년 설립
- 고등광학학교(Institut d'Optique Graduate School) 1920년 설립
- 국립고등통계경제행정학교(École nationale de la statistique et de l'administration économique, ENSAE ParisTech) 1942년 설립
- 국립고등선진기술학교(École nationale supérieure de techniques avancées, ENSTA ParisTech) 1970년 설립
- 파리테크 생명과학 연구소(Institut des sciences et industries du vivant et de l'environnement, AgroParisTech) 2007년 설립

## 같이 보기
- IDEA 리그 : 유럽 5개 공과대학교의 연합
- T.I.M.E.: 세계 53개 공과대학교의 연합
- 선진공학 교육 및 연구를 위한 유럽대학 협의회
- 과학기술원
- 과학기술대학교
- 파리 공과대학교